# جون إس. بينهام
جون إس. بينهام هو سياسي أمريكي، ولد في 24 أكتوبر 1863، وتوفي في 11 ديسمبر 1935. نشط حزبياً في الحزب الجمهوري. وقد انتخب عضو مجلس النواب الأمريكي ‏.